# Bahnhof Hamm (Westfalen)
Bahnhof Hamm vasútállomás Németországban, Hamm városban. A német vasútállomás-kategóriák közül a második csoportba tartozik.

## Vasútvonalak
Az állomást az alábbi vasútvonalak érintik:
- Dortmund–Hamm-vasútvonal
- Hamm–Minden nagysebességű vasútvonal
- Münster–Hamm-vasútvonal
- Hamm–Warburg-vasútvonal
- Hagen–Hamm-vasútvonal
- Oberhausen-Osterfeld Süd–Hamm-vasútvonal

## Kapcsolódó állomások
A vasútállomáshoz az alábbi állomások vannak a legközelebb:
- Dortmund Hauptbahnhof
- Hagen Hauptbahnhof (ICE 10)
- Bielefeld Hauptbahnhof (ICE 10)
- Hamm-Heessen station (Rheda-Wiedenbrück station, Hamm–Minden nagysebességű vasútvonal)
- Welver station (Soest (Germany) station, Hamm–Warburg-vasútvonal)